# Jameson Land
Jameson Land är en isfri halvö norr om Ittoqqortoormiit på östra Grönland. I Jameson Land råder goda förutsättningar att finna olja och prospektering påbörjades år 1982 vilket möttes av starkt motstånd från lokalbefolkningen.